# Avenida Medrano
La avenida Medrano es una arteria vial de la Ciudad de Buenos Aires, nombrada en honor de Pedro Medrano por Disposición Municipal del 6-3-1882.
Atraviesa los barrios de Almagro y Palermo, corriendo en sentido sur-norte, siendo la circulación en mano contraria. La avenida se caracteriza por su añeja arboleda de plátanos colocados a fines del siglo XIX, que la cubren totalmente del sol en verano y quedan totalmente pelados en el otoño.
Es una vía de uso principalmente residencial, aunque en todo su recorrido hay varias zonas de comercio minorista barrial, y algunos locales de mayor tamaño de cadenas de gran escala.

## Recorrido

### Almagro
Nace en el barrio de Almagro, en el lugar donde Avenida Rivadavia corta la Calle Castro Barros, siendo esta última, extensión de Medrano hacia el sur de la ciudad.
En esta esquina se encuentra desde el año 1884 la Confitería Las Violetas, que fuera declarada Sitio de interés cultural por la Legislatura de la Ciudad de Buenos Aires en 1998. 
Aquí también se encuentra la Estación Castro Barros de la Línea A de subte, inaugurada en 1914.
Siguiendo su recorrido, a unos 100 m cruza a través de un puente, las vías del Ferrocarril Sarmiento, cuya trinchera a cielo abierto fue construida a partir de 1902 hasta el barrio de Caballito. El siguiente cruce importante de Medrano es la Avenida Díaz Vélez, una importante arteria que viene desde el Cid Campeador y la zona oeste de la ciudad, y llega a los alrededores de la Plaza Once.
La intersección con la Avenida Corrientes es una de las esquinas más comerciales de todo el barrio de Almagro, aquí se encuentra la estación Medrano de la Línea B del subte, inaugurada en 1930. Antiguamente funcionó en este lugar la estación de tranvías de la compañía Lacroze, y esto transformaba a la zona en un importante centro de transportes, que desapareció con el cierre de los tranvías en 1962. A muy pocos metros está el templo principal de la Iglesia Universal en Buenos Aires, antiguo espacio del Mercado de Flores de la ciudad, hasta el año 2004. 
Cuatro cuadras más adelante se halla la Facultad Regional Buenos Aires de la Universidad Tecnológica Nacional, en Medrano 951. Pasando la calle Humahuaca hacia el norte está la Iglesia Betania.

### Palermo
Al cruzar la Avenida Córdoba se ingresa al barrio de Palermo. Entre las calles El Salvador y Costa Rica se encuentra la Plaza Unidad Latinoamericana, donde está también la Escuela Primaria Común Nº 09 “Cnel. Genaro Beron de Astrada”. Recorre unas ocho cuadras, finalizando en la calle Charcas al rodear la conocida Plaza Güemes, junto a la Parroquia Nuestra Señora de Guadalupe y el Colegio Guadalupe.

## Imágenes

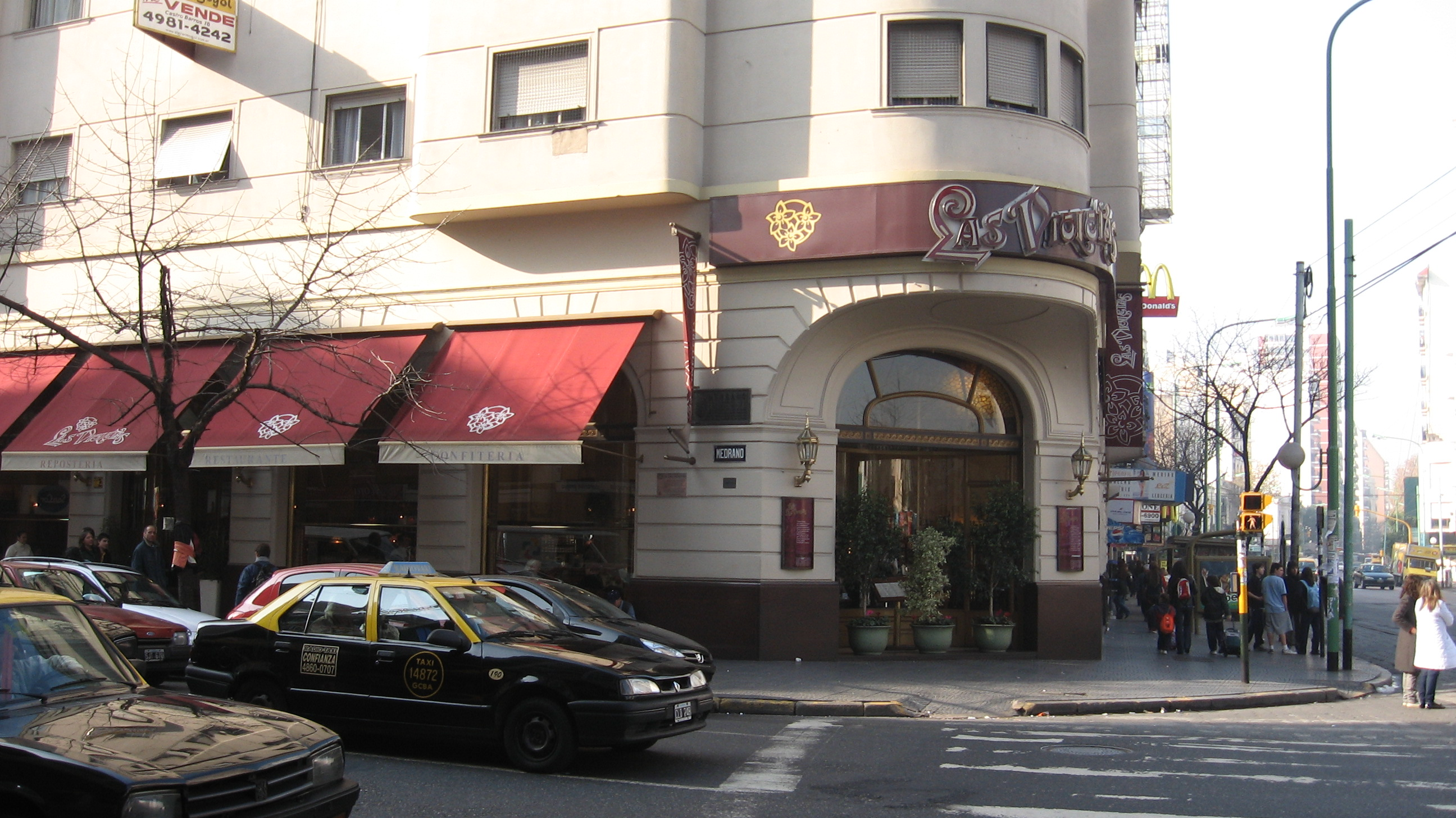
Confitería Las Violetas. Medrano y Rivadavia
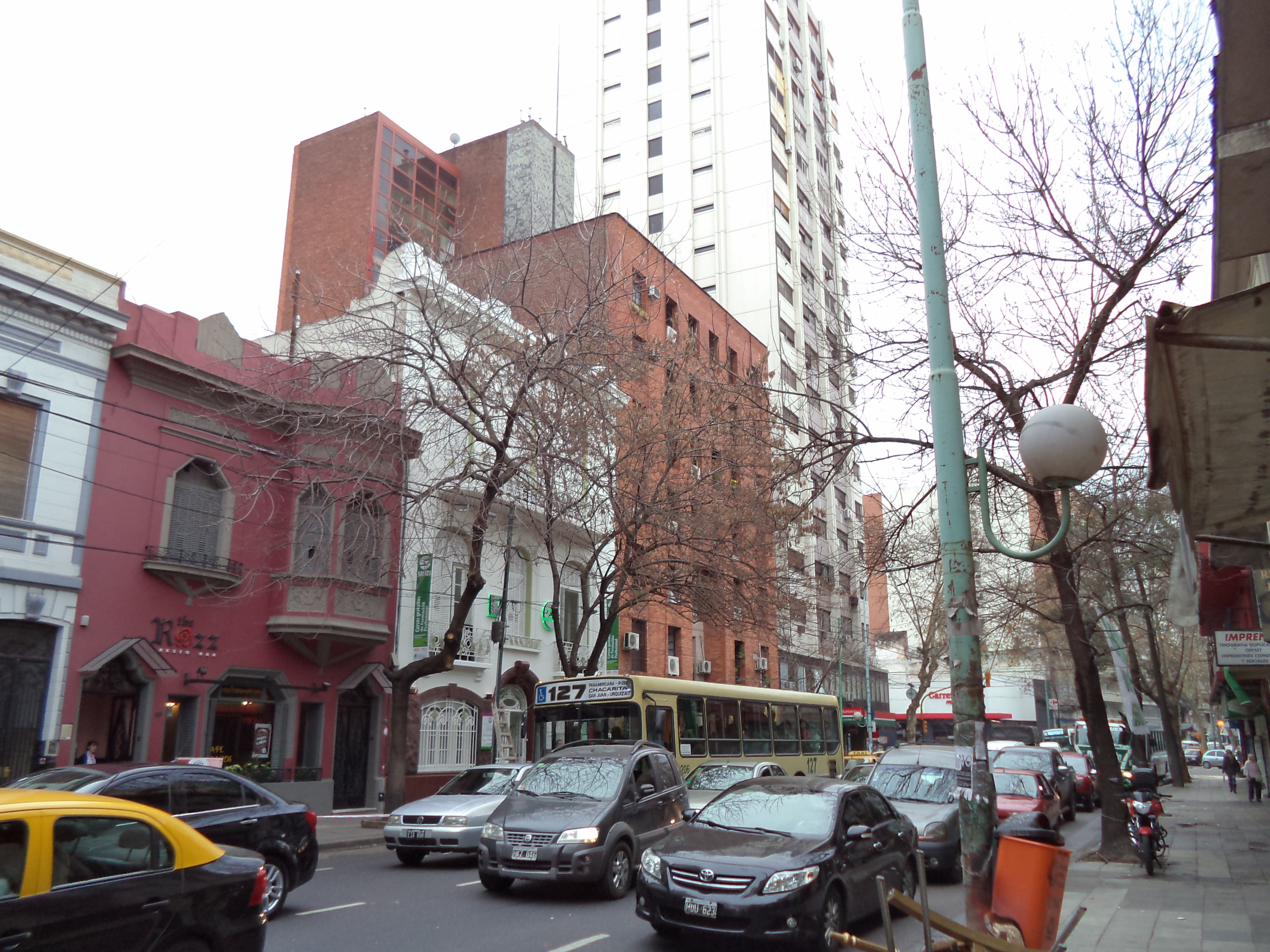
Medrano al 100
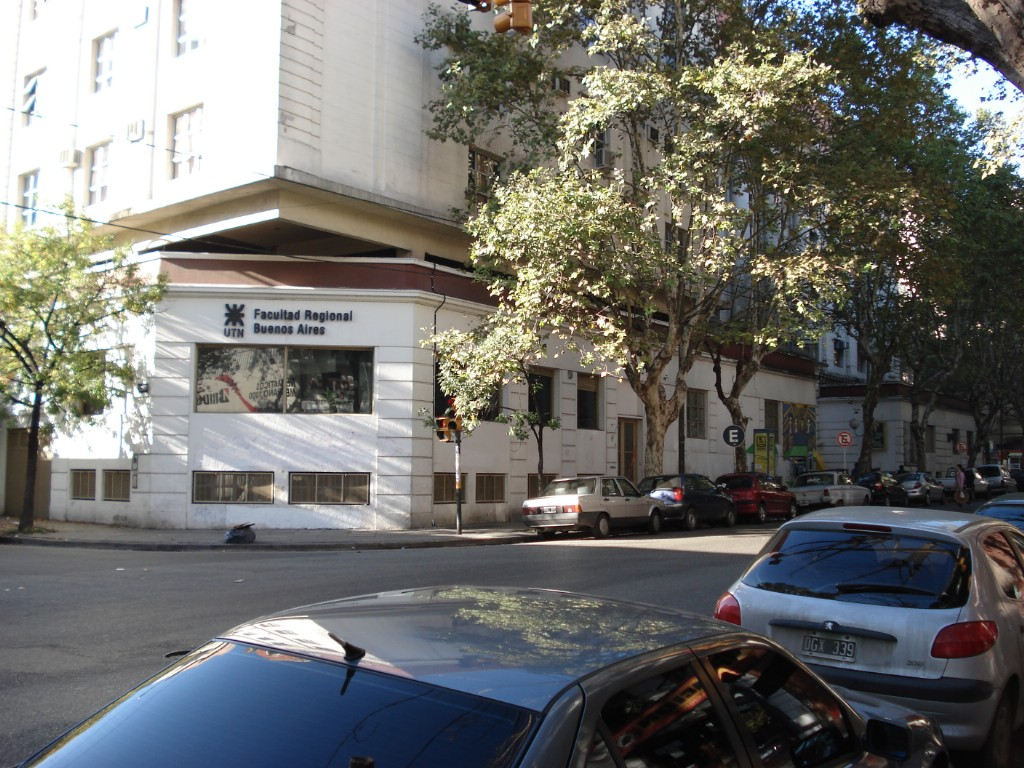
Universidad Tecnológica Nacional - Facultad Regional Bs. As. Medrano al 900.
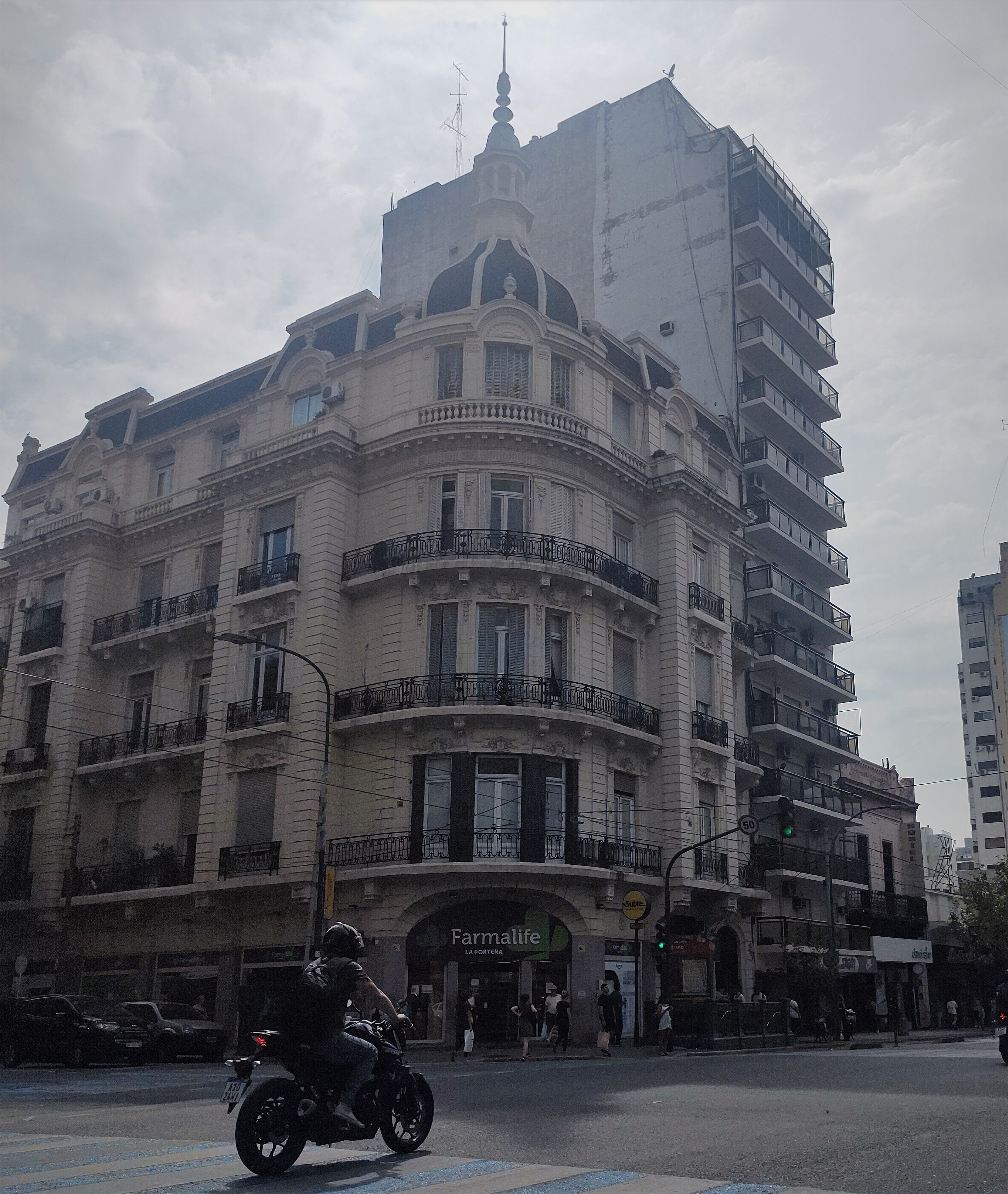
Avenida Corrientes 3989, esquina Medrano, Buenos Aires.

- Datos: Q6391623
- Multimedia: Avenida Medrano, Buenos Aires / Q6391623